# Château de Septfontaines (Habscht)
Pour les articles homonymes, voir château de Septfontaines.
Le château de Septfontaines est un château médiéval luxembourgeois faisant partie de la vallée des sept châteaux, situé dans les hauteurs de Septfontaines, dans la commune de Habscht. C'est une propriété privée.

## Histoire
La date exacte de la première édification du château est inconnue. Un document historique datant de 1192 fait état d'un Tidier, seigneur de Septfontaines. En 1233, la comtesse Ermesinde de Luxembourg donne le château en fief à Jean de Septfontaines. Le château comprend une tour carrée de style renaissance bâtie au XVIIe siècle sur ordre de Christophe de Criechingen. Un incendie endommage fortement le château en 1779. Il est en partie démoli en 1919. À partir de 1920, ses propriétaires commencent à le reprendre en main et à le restaurer pour en faire une demeure seigneuriale.
Le château a été partiellement rénové. En 2022, le château est mis en vente pour 3.500.000 euros par son propriétaire Emile Rippinger,.

## Description
Le château est situé sur une crète rocheuse. Sa tour ronde contient un escalier menant aux sous-sols. Le domaine comprend plusieurs puits. Le château comprend une cour intérieure et une terrasse panomarique.

## Galerie

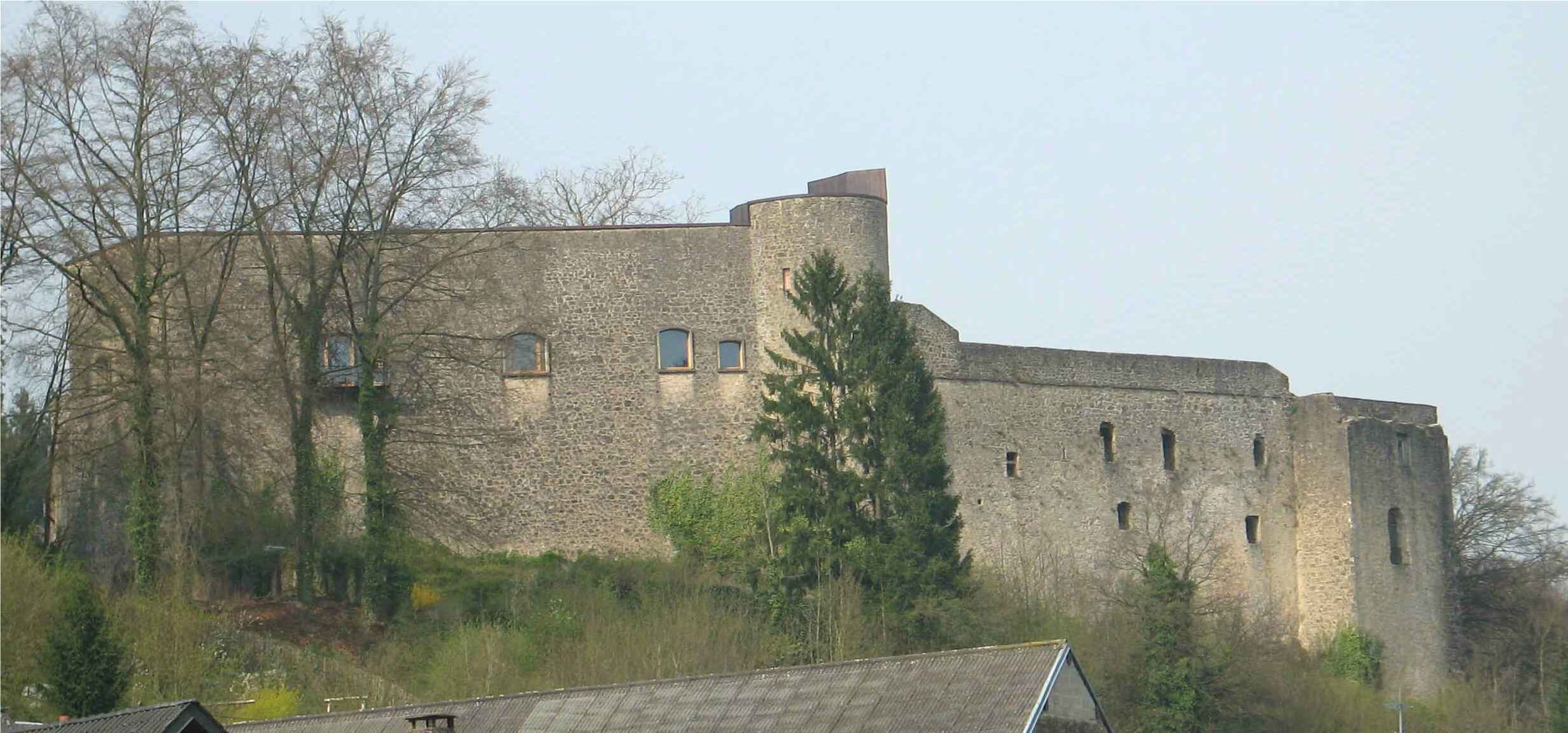
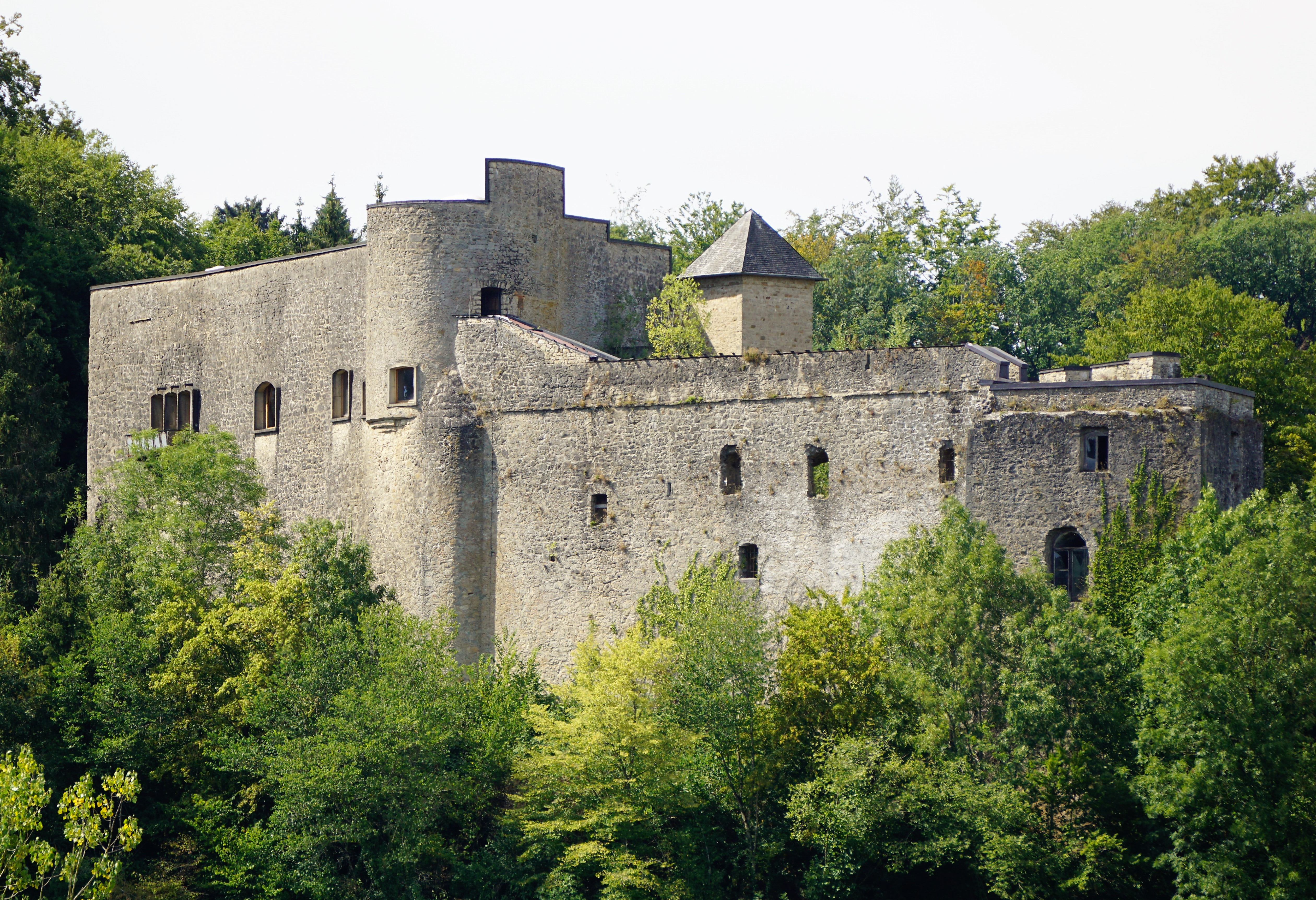
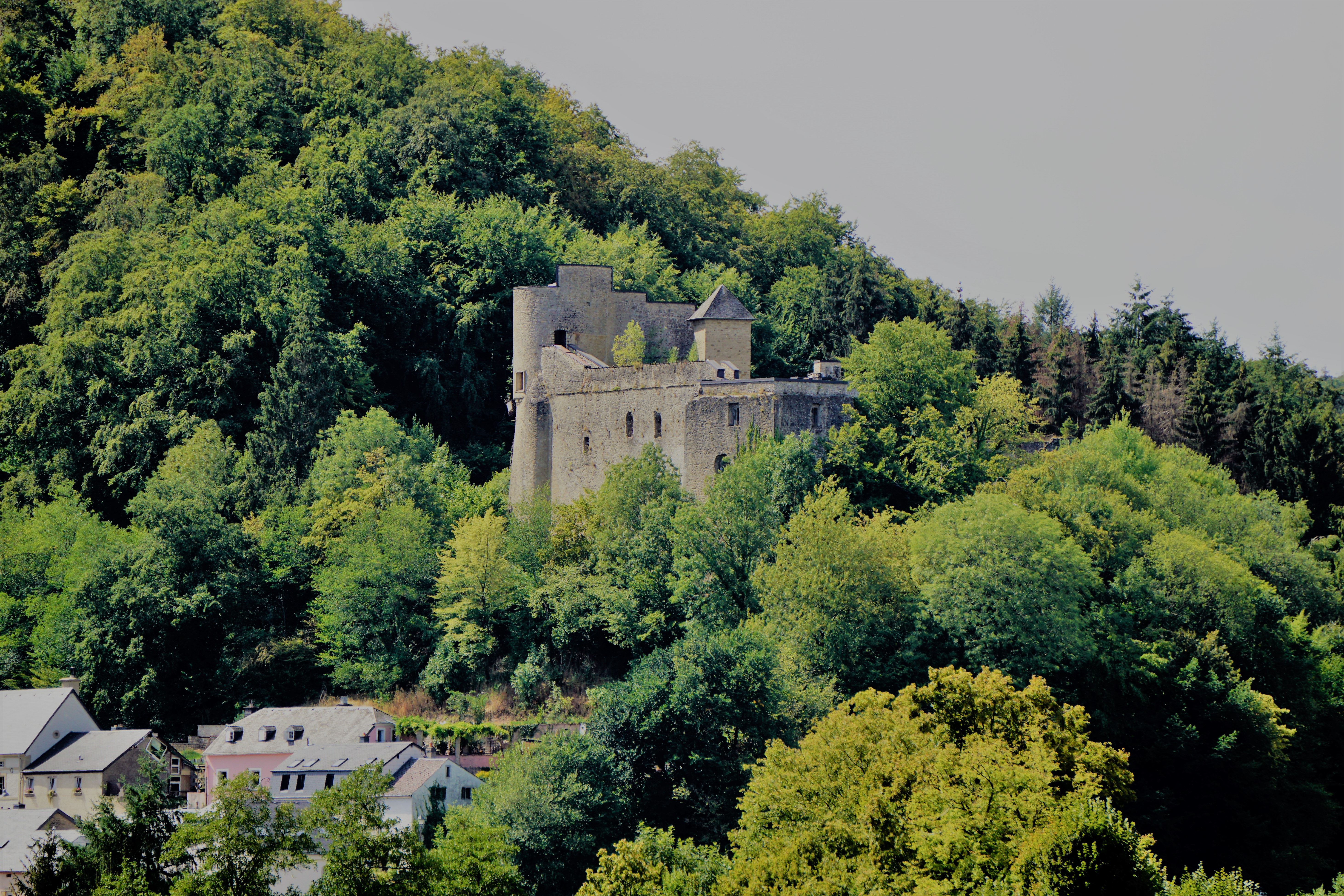
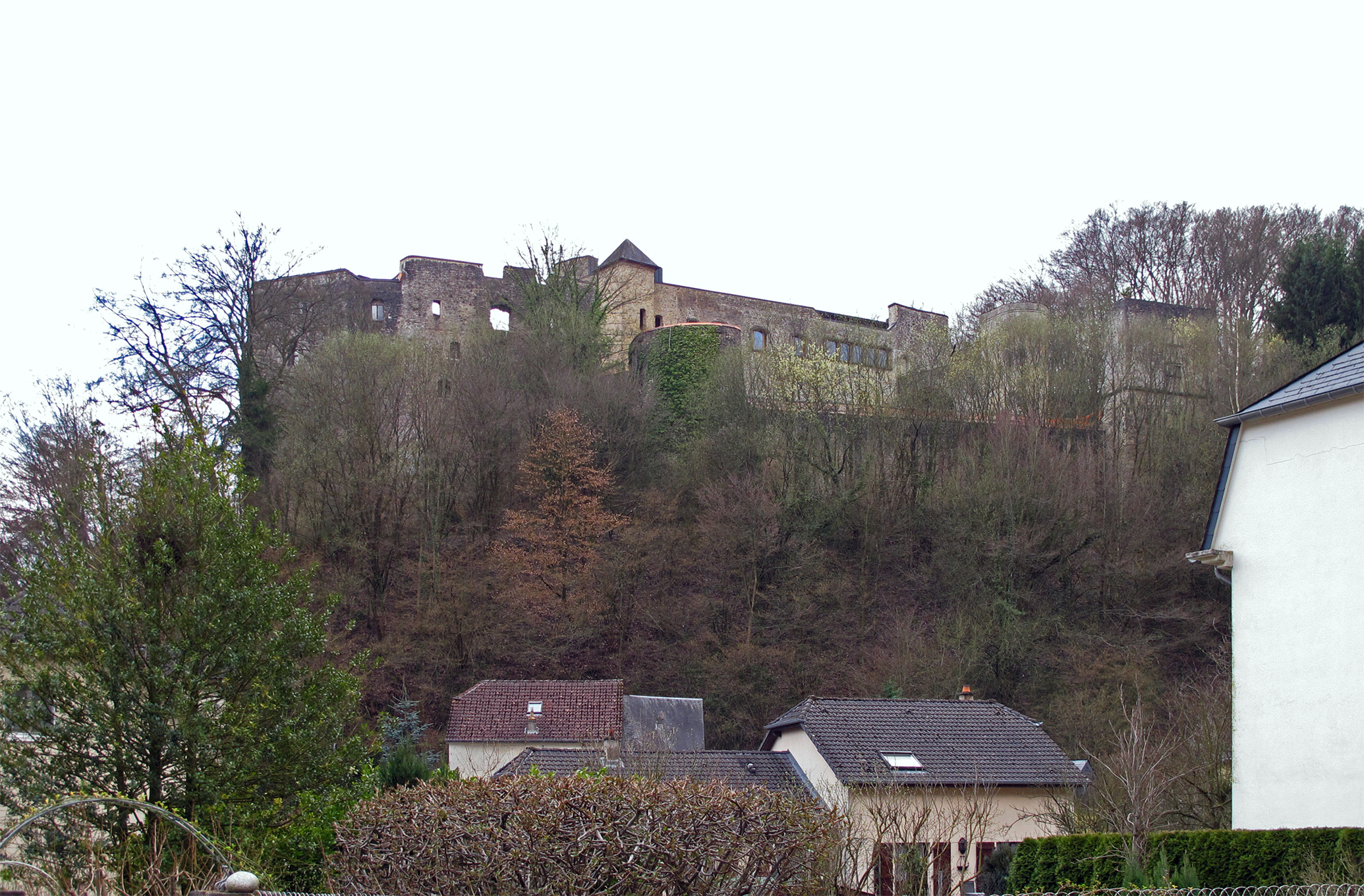